# الضياء (جريدة)
الضياء هي دورية تصدر باللغة العربية أسسها إبراهيم اليازجي في القاهرة عام 1898م واستمرت في الصدور حتى 1906.